# Osteria

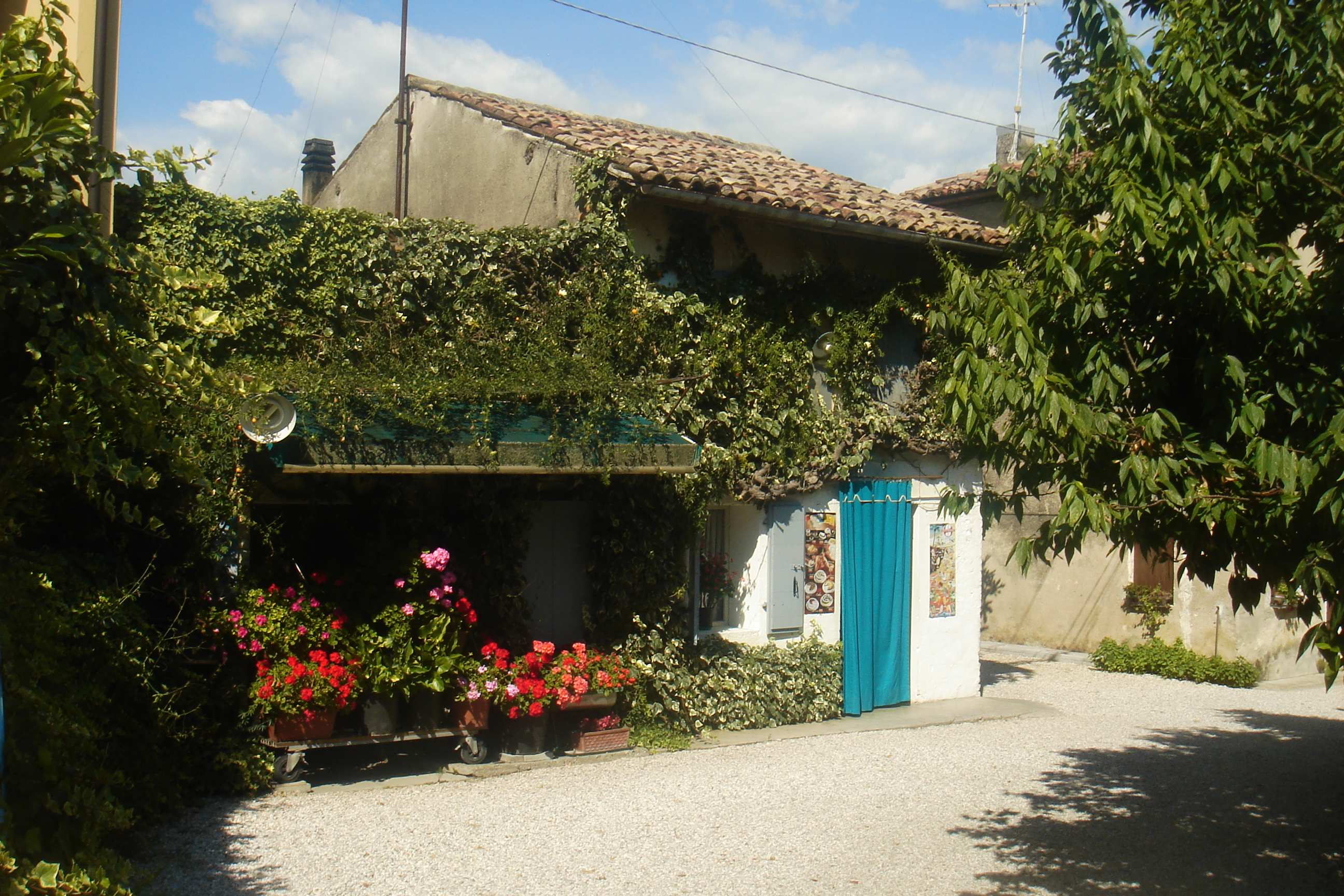
Jardim de uma osteria típica em Castello Roganzuolo, no Vêneto

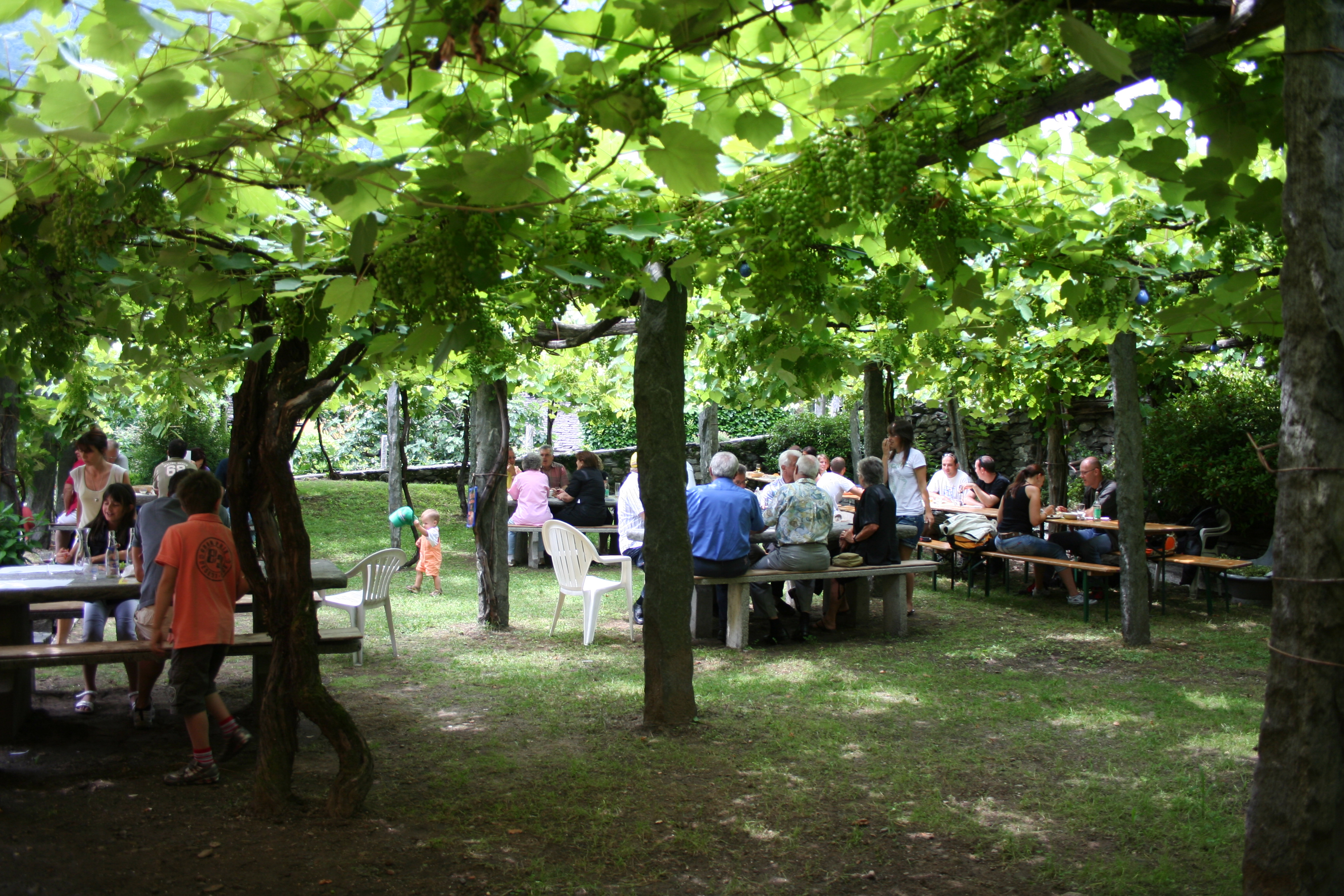
Jardim de uma osteria em Giumaglio, no cantão de língua italiana de Ticino, na Suíça

Na Itália, uma osteria (pronúncia italiana: [osteˈria], plural osterie ) era originalmente um lugar que servia vinho e comida simples além de oferecer hospedagem. Ultimamente, a ênfase mudou para as refeições e muitas vezes tendendo a se assemelhar às trattorie, mas os menus tendem a ser curtos, com ênfase em especialidades locais, como massas e carnes ou peixes grelhados, muitas vezes servidos em mesas compartilhadas. As osterie tendem a ser baratas e tendem a se concentrar o serviço em bebidas após o trabalho e à noite. Esse tipo de estabelecimento também é variável nas regras:: alguns servem apenas bebidas e os clientes podem trazer sua própria comida, alguns mantiveram uma clientela predominantemente masculina, enquanto outros alcançaram estudantes e jovens profissionais. Alguns oferecem música ao vivo e outros tipos de entretenimento. Semelhante à osteria, há a bottiglierie, na qual os clientes podem pegar uma garrafa ou frasco para encher novamente de um barril e a enoteche, que geralmente se orgulham da variedade e qualidade de seu vinho. Em Emília-Romanha estão localizadas três das mais antigas osterias italianas: a "Osteria del Sole" e a " Osteria del Cappello " em Bolonha, e a "Osteria al Brindisi" em Ferrara, estabelecida entre os séculos XIV e XV. 

## Galeria

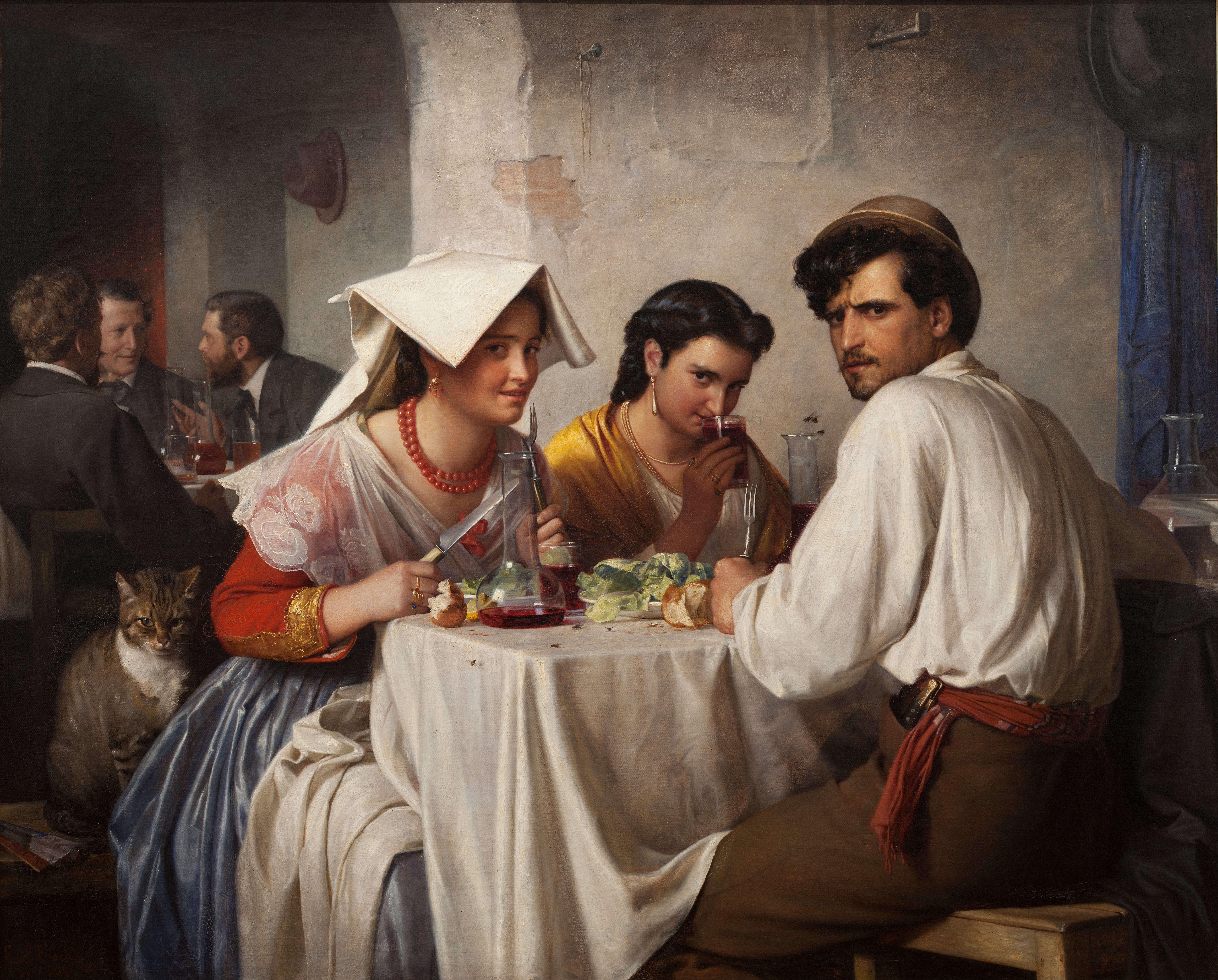
Osteria na arte: a pintura de Carl Bloch de 1866 Em uma Osteria romana (1866) do Museu Nacional de Arte da Dinamarca, Copenhague.
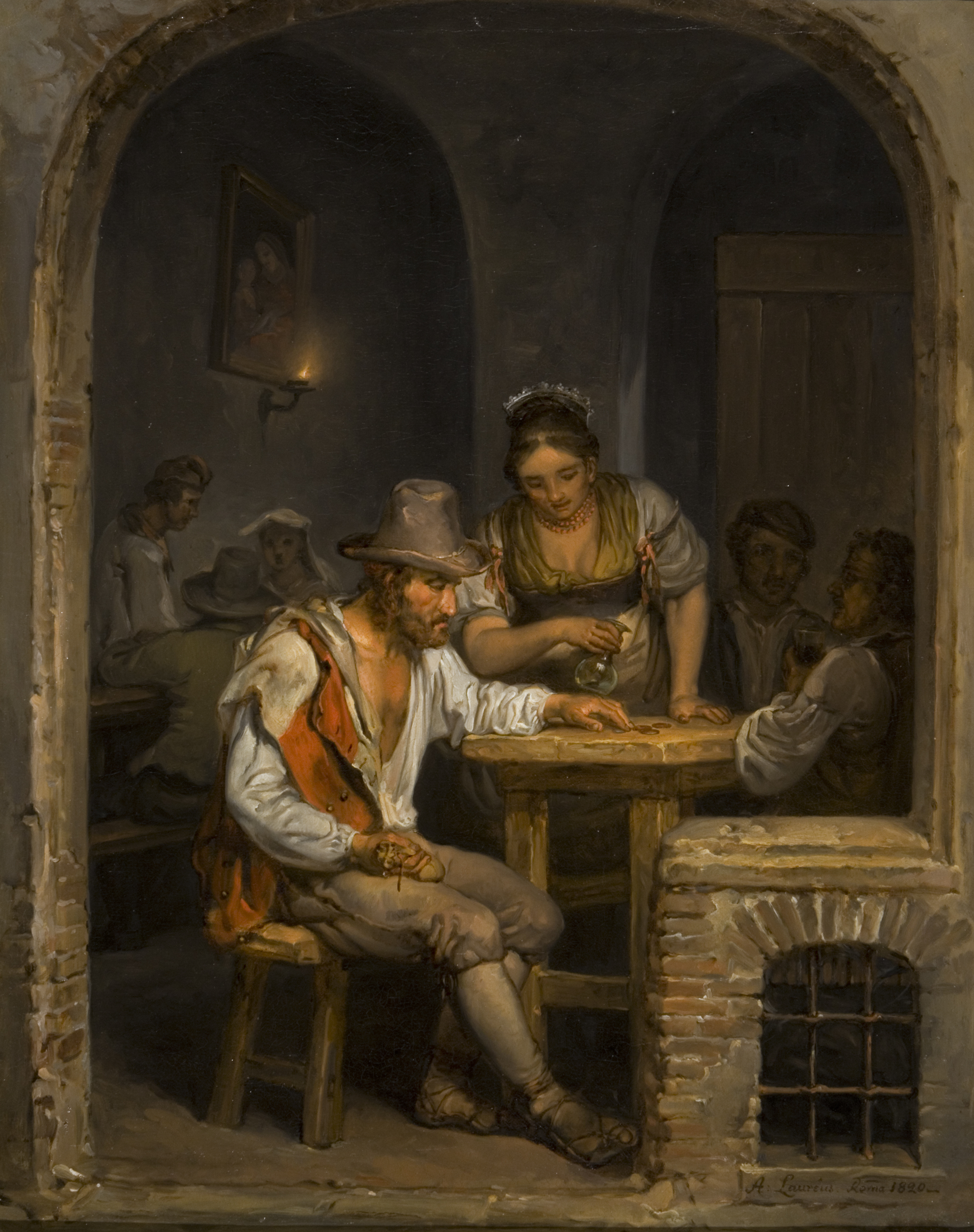
Osteria na arte: a pintura a óleo de 1820 de Aleksander Lauréus (1793-1823), Osteria Romana do Museu de Arte de Pori (finlandês:Porin taidemuseo, sueco: Björneborgs konstmuseum), na Finlândia.